# Мазелли, Франческо
Франческо Мазелли (итал. Francesco Maselli; 9 декабря 1930, Рим — 21 марта 2023, Рим) — итальянский сценарист, кинорежиссёр и продюсер.

## Биография
Родился 9 декабря 1930 года в Риме. В 1949 году окончил Экспериментальный киноцентр. Карьеру в кинематографе начал в качестве помощника режиссёра в нескольких художественных и документальных фильмах Луиджи Кьярини и Микеланджело Антониони. С 1949 по 1955 годы снял двенадцать документальных фильмов о социальных проблемах и получил признание как один из лучших документалистов Италии. Сблизился с Чезаре Дзаваттини, в 1953 году снял эпизод в его фильме «Любовь в городе» (Amore in città). В художественном кино дебютировал в 1955 году, сняв «Разгромленные» (The Runaways), фильм отличался антифашистской и антивоенной направленностью и получил приз Веницианского кинофестиваля. В 1960 году снял фильм «Наследные принцы» о жизни провинциальной буржуазной молодёжи, лишённой духовных интересов. В 1963 году экранизировал роман Альберто Моравиа «Равнодушные» (Gli indifferenti). В 1974 году снял картину «Подозрение» (Sospetto) о борьбе туринских коммунистов против фашизма в 1930-е годы. В 1979 снялся как актёр в фильме «Терраса» Этторе Скола. Участвовал в съёмках документального фильма «Прощание с Энрико Берлингуэром».
Скончался 21 марта 2023 года на 93-м году жизни в Риме.

## Фильмография
- 1955 — Разгромленные / Gli sbandati
- 1958 — Женщина — сенсация дня / La Donna дель Giorno
- 1960 — Дельфины / I delfini
- 1964 — Равнодушные / Gli Indifferenti
- 1964 — Италия с Тольятти / L'Italia con Togliatti (документальный)
- 1966 — Поспеши убить меня… мне холодно / Fai in fretta ad uccidermi… ho freddo!
- 1968 — Укради у ближнего своего / Ruba al prossimo tuo
- 1970 — Открытое письмо в вечернюю газету / Lettera aperta a un giornale della sera
- 1974 — Подозрение / Il sospetto